# Shimeitang (köpinghuvudort i Kina, Hunan Sheng, lat 29,19, long 112,07)
Shimeitang är en köpinghuvudort i Kina. Den ligger i provinsen Hunan, i den södra delen av landet, omkring 140 kilometer nordväst om provinshuvudstaden Changsha. Antalet invånare är 22 290. Befolkningen består av 11 068 kvinnor och 11 222 män. Barn under 15 år utgör 11,0 %, vuxna 15-64 år 75 %, och äldre över 65 år 12,0 %.
Runt Shimeitang är det tätbefolkat, med 411 invånare per kvadratkilometer. Närmaste större samhälle är Hangongdu, 18,7 km sydväst om Shimeitang. Trakten runt Shimeitang består till största delen av jordbruksmark.
Genomsnittlig årsnederbörd är 1 693 millimeter. Den regnigaste månaden är maj, med i genomsnitt 281 mm nederbörd, och den torraste är december, med 34 mm nederbörd.